# 羽田貢由
羽田 貢由（はだ つぐよし）は、日本の外交官。

## 経歴
1984年に南山大学外国語学部英米学科を卒業し、外務省に入省。
オーストラリア、香港、フィジーでの在外勤務や、本省国際法局、アジア大洋州局で勤務した後、2005年より在ニューヨーク日本国総領事館領事、2008年より在ケアンズ駐在官事務所長、2011年より外務省大臣官房考査・政策評価官室課長補佐。
2022年2月16日、在クライストチャーチ領事事務所長兼領事として現地に着任。2023年8月6日、クライストチャーチで毎年開催される広島・長崎原爆記念追悼集会に日本の領事として参列し、メラニー・コーカー (Melanie Coker) 市議会議員などと共にスピーチをした。